# ماجراهای پینوکیو (مینی‌سریال)
ماجراهای پینوکیو (ایتالیایی: Le avventure di Pinocchio) یک مینی سریال پنج قسمتی ایتالیایی محصول سال ۱۹۷۲ میلادی به کارگردانی لوئیجی کومنچینی است. 
پخش این فیلم در ابتدا از تاریخ ۸ آوریل تا ۶ مه ۱۹۷۲ به طور هفتگی از تلویزیون پخش می شد. و در اولین پخش خود به طور متوسط بیست و یک و نیم میلیون بیننده داشتند.  تمام قسمت ها با هم ۲۸۰ دقیقه زمان پخش را تشکیل می دهند. 

## بازیگران
- نینو مانفردی: پدر ژپتو
- آندره‌آ بالستری: پینوکیو

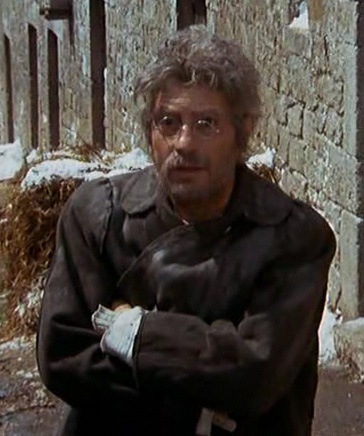
نینو مانفردی در نقش پدر ژپتو

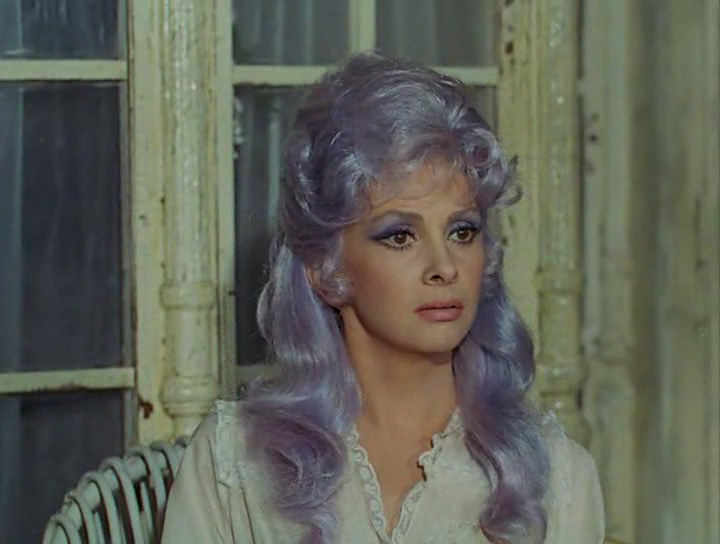
جینا لولوبریجیدا به عنوان پری با موهای فیروزه ای

- جینا لولوبریجیدا: پری با موهای فیروزه ای
- فرانکو فرانچی: گربه
- چیچو اینگراسیا: روباه
- لایونل استندر ایستاده: مانگیافوکو
  - ویتوریو دسیکا: قاضی
  - اوراتزیو اورلاندو
- ماریو آدورف: آهنگ زنگ
- ماریو اسکاچا: پزشک اول
- ژاک هرلین: پزشک دوم
- کارلو بینو بانگو: ملامپو
- ریکاردو بیلی: مردی با کره
- انزو کنوله
- اوگو دآلسیو: ماسترو چیلیجا
- زوئی اینکروچی: حلزون
- نرینا مونتانیانی: فاینا
- ویرا درودی